# Elecciones generales de España de 1923
Las Elecciones generales de España de 1923 fueron convocadas para el 29 de abril de 1923 y celebradas bajo el sufragio universal masculino. Fueron las últimas elecciones a Cortes Generales convocadas en la Restauración borbónica y, por lo tanto, dentro del sistema de turnos de partidos dinásticos implantado con la Constitución española de 1876, carta magna que sería suspendida en septiembre de ese mismo año por el golpe de Estado de Miguel Primo de Rivera. Como ocurrió en todas las elecciones celebradas durante la Restauración borbónica en España el gobierno que las convocó —en este caso presidido por el liberal Manuel García Prieto— fue el que las ganó. El resultado estuvo determinado de antemano («encasillado») gracias al sistemático fraude electoral realizado mediante la red caciquil extendida por todo el territorio. En el régimen político de la Restauración los gobiernos cambiaban antes de las elecciones y no después como sucedía en los regímenes parlamentarios (no fraudulentos).

## Convocatoria y desarrollo: el fraude electoral
Como desde diciembre de 1922 las Cortes estaban suspendidas, el gobierno de Manuel García Prieto, obtuvo del rey los decretos de disolución y de convocatoria de elecciones para el día 29 de abril. El día 6 de ese mes la Conjunción liberal presentó su programa electoral en el que el punto fundamental era la democratización del sistema político, mediante la reorganización del Senado, la regulación de la suspensión de las garantías constitucionales, el mantenimiento de las sesiones de las Cortes al menos cuatro meses al año, etc.
Sin embargo, el gobierno no se arriesgó a perder las elecciones y recurrió a la vieja política para conseguir una mayoría amplia en las Cortes. Entonces se desató la lucha en el seno de la Conjunción Liberal entre las seis facciones que la integraban, buscando cada una la mayor cantidad de puestos en el encasillado para aumentar su peso político en la coalición y satisfacer las expectativas de las respectivas clientelas (los "amigos políticos"). Como el ministerio de la Gobernación estaba ocupado por un garcíaprietista y albistas, romanonistas y reformistas tenían bases territoriales sólidas, los grandes sacrificados fueron los zamoristas y los gassetistas".
Las esperanzas depositadas en el nuevo gobierno de que llevaría a cabo una democratización real del sistema se vieron frustradas. El día 22 de abril se proclamaron las candidaturas que habían resultado elegidas en virtud del artículo 29 de la ley electoral al haberse presentado un único candidato en la circunscripción, y que fueron nada menos que 146 (86 liberales y 50 conservadores), por lo que más de un tercio del electorado fue privado de su derecho al voto (hubo provincias completas, como la de Córdoba, en la que no se votó porque en los diez distritos que la integraban solo se presentó un candidato). En los distritos que sí hubo elecciones intervino el sistema caciquil para que salieran elegidos los diputados que habían sido designados en el encasillado, con lo que las elecciones solo fueron auténticas en las grandes ciudades, como Madrid, donde sorprendentemente ganaron los socialistas. Así fue como la Concentración Liberal logró la esperada mayoría absoluta: 220 diputados frente 121 conservadores, 11 republicanos, 7 socialistas, 6 carlistas y 22 pertenecientes a diferentes grupos regionalistas. De los 220 diputados liberales 96 fueron garcíaprietistas, 48 romanonistas, 40 albistas, 20 reformistas, 8 gassetistas y otros 8 zamoristas.
Tras las elecciones Melquíades Álvarez fue nombrado presidente del Congreso de los Diputados y Álvaro Figueroa y Torres, conde de Romanones, presidente del Senado.
Ambas cámaras fueron disueltas por la Dictadura de Primo de Rivera cinco meses después, tras el triunfo el golpe de Estado en España de 1923

## Composición del Congreso de los Diputados tras las elecciones
| ← Elecciones generales de España, 29 de abril de 1923 → |         |                                                    |
| Partido                                                 | Escaños | Líder                                              |
| Partido Liberal                                         | 182     | Manuel García Prieto                               |
| Liberal-demócratas                                      | 87      | Manuel García Prieto                               |
| Liberales                                               | 47      | Álvaro de Figueroa y Torres                        |
| Izquierda Liberal                                       | 25      | Santiago Alba Bonifaz                              |
| Liberales agrarios                                      | 10      | Rafael Gasset Chinchilla                           |
| Liberales nicetistas                                    | 6       | Niceto Alcalá-Zamora                               |
| Liberales independientes                                | 7       |                                                    |
| Partido Conservador                                     | 125     | José Sánchez Guerra y Martínez                     |
| Conservadores                                           | 90      | José Sánchez Guerra y Martínez                     |
| Conservadores ciervistas                                | 15      | Juan de la Cierva y Peñafiel                       |
| Conservadores mauristas                                 | 10      | Antonio Maura                                      |
| Conservadores datistas                                  | 5       |                                                    |
| Conservadores independientes                            | 5       |                                                    |
| Lliga Regionalista                                      | 20      | Francesc Cambó                                     |
| Partido Reformista                                      | 18      | Melquíades Álvarez                                 |
| Partido Socialista Obrero Español                       | 7       | Pablo Iglesias                                     |
| Partido Republicano Radical                             | 5       | Alejandro Lerroux                                  |
| Partido Nacionalista Vasco                              | 1       | Manuel Aranzadi Irujo                              |
| Acción Católica                                         | 1       | Luis García Guijarro                               |
| Agrarios                                                | 1       | Cándido Casanueva Gorjón                           |
| Carlistas e Integristas                                 | 1       |                                                    |
| Republicanos diversos                                   | 13      | Lluís Companys Joaquim Pi i Arsuaga Francesc Macià |
| Demócratas                                              | 3       |                                                    |
| Otros, independientes o indefinidos                     | 29      |                                                    |
| Vacantes                                                | 31      |                                                    |
| Total                                                   | 437     |                                                    |

## Galicia (45 diputados)

### Circunscripción de la Coruña (14 diputados)

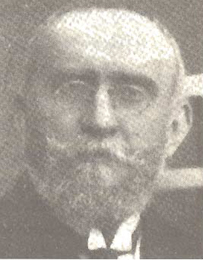
Juan Armada y Losada

- Distrito 1, Santa Marta de Ortigueira: 
  - Carlos Albert Despujols, demócrata, proclamado sin elección.
- Distrito 2, Ferrol: 
  - Ángel García Valerio, demócrata, proclamado sin elección.
- Distrito 3, Puentedeume: 
  - Julio Wais y San Martín, conservador, proclamado sin elección.
- Distrito 4, Betanzos: 
  - José Sánchez Anido, Vizconde de San Antonio, demócrata, proclamado sin elección.
- Distritos 5, 6 y 7,  La Coruña, circunscripción plurinominal:
  - Juan Armada Losada, Marqués de Figueroa, maurista, proclamado sin elección.
  - Alfonso Gullón y García Prieto, demócrata, proclamado sin elección.
  - José del Moral Sanjurjo, conservador.
- Distrito 8, Corcubión: 
  - Benito Blanco Rajoy y Espada, conservador, proclamado sin elección.
- Distrito 9, Muros: 
  - José Reino Caamaño, demócrata, acta anulada.
- Distrito 10, Santiago de Compostela: 
  - Vicente Calderón y Montero Ríos, Conde de San Juan, demócrata.
- Distrito 11, Santa María de Órdenes:
  - Alfonso Senra Bernárdez, liberal agrario.
- Distrito 12, Noya: 
  - Ricardo Gasset Alzugaray, liberal agrario.
- Distrito 13, Padrón: 
  - Antonio Rodríguez Pérez, liberal agrario.
- Distrito 14, Arzúa: 
  - Generoso Martín-Toledano y Fernández, liberal agrario.

### Circunscripción de Pontevedra (11 diputados)
- Distrito 15, La Estrada: 
  - Vicente Riestra Calderón, demócrata.
- Distrito 16, Caldas de Reyes: 
  - Bernardo Mateo-Sagasta y Echeverría, demócrata, proclamación sin elección.
- Distrito 17, Cambados: 
  - Wenceslao González Garra, conservador, proclamación sin elección.
- Distrito 18, Puente Caldelas: 
  - Raimundo Fernández-Villaverde y Roca de Togores, conservador.
- Distrito 19, Lalín: 
  - Manuel Sáinz de Vicuña y Camino, demócrata, proclamación sin elección.
- Distrito 20, Pontevedra: 
  - Eduardo Vicenti Reguera, romanonista.
- Distrito 21, Vigo: 
  - Rafael Gasset Chinchilla, liberal. Elegido también por Alcázar de San Juan (provincia de Ciudad Real).
- Distrito 22, Redondela: 
  - Luis Zulueta Escolano, reformista, proclamación sin elección.
- Distrito 23, La Cañiza: 
  - Alejandro Mon Landa, conservador, proclamación sin elección.
- Distrito 25, Puenteareas: 
  - Manuel Fernández Barrón, conservador, proclamación sin elección.

### Circunscripción de Lugo (11 diputados)
- Distrito 26, Vivero : 
  - José Soto Reguera,
- Distrito 27, Mondoñedo :
  - Felipe Lazcano y Morales de Setién, ciervista, elección anulada.
- Distrito 28, Ribadeo : 
  - Ramón Bustelo González, romanonista, proclamado sin elección.
- Distritos 29, 30 y 31 Lugo, circunscripción plurinominal:
  - Gerardo Doval y Rodríguez Formoso, romanonista, proclamado sin elección.
  - Joaquín Quiroga Espín, liberal independiente, proclamado sin elección.
  - Luis Rodríguez de Viguri, conservador, proclamado sin elección.
- Distrito 32, Fonsagrada : 
  - Manuel Portela Valladares, demócrata, proclamado sin elección.
- Distrito 33, Becerreá: 
  - Joaquín Caro y del Arroyo, II conde de Peña Ramiro, conservador.
- Distrito 34, Chantada: 
  - Carlos Casas Couto, demócrata, proclamado sin elección.
- Distrito 35, Monforte: 
  - Carlos González Besada y Giráldez, conservador.
- Distrito 36, Quiroga: 
  - José Lladó Vallés, romanonista, proclamado sin elección.

### Circunscripción de Orense (9 diputados)
- Distrito 37, Carballino: 
  - Leopoldo García Durán, conservador.
- Distrito 38, Ribadavia: 
  - José Estévez Carrera, conservador.
- Distrito 39, Orense: 
  - Antonio Taboada Tundidor, conservador.
- Distrito 40, Puebla de Trives: 
  - Prudencio Rovira Pita.
- Distrito 41, Valdeorras: 
  - Francisco Barber Sánchez, demócrata.
- Distrito 42, Celanova: 
  - Roberto Pardo Ocampo, conservador. Nulidad de la elección y necesidad de hacer nueva convocatoria.
- Distrito 43, Bande: 
  - Gabino Bugallal Araujo, conde de Bugallal, conservador.
- Distrito 44, Ginzo de Limia: 
  - Luis Usera Bugallal, conservador.
- Distrito 45, Verín: 
  - Luis Espada Guntín, conservador.

## Asturias

### Circunscripción de Oviedo (14 diputados)
- Distrito 46, Castropol:
  - Melquiades Álvarez y González-Posada, reformista, proclamado sin elección.
- Distrito 47, Luarca:
  - Julián García San Miguel y Tamargo, marqués de Teverga, demócrata, proclamado sin elección.
- Distrito 48, Pravia:
  - Alfredo Martínez y García-Argüelles, reformista, proclamado sin elección.
- Distrito 49, Avilés:
  - José Manuel Pedregal y Sánchez-Calvo, reformista, proclamado sin elección.
- Distrito 50, Gijón:
  - Francisco de Orueta y Estébanez-Calderón, reformista.
- Distrito 51, Villaviciosa:
  - Nicanor de las Alas Pumariño y Troncoso, conservador, proclamado sin elección.
- Distrito 52, Llanes:
  - Amadeo Álvarez García, reformista, proclamado sin elección.
- Distrito 53, Tineo:
  - Salvador Bermúdez de Castro y O'Lawlor, marqués de Lema y duque de Ripalda, conservador.
- Distrito 54, Cangas de Tineo:
  - Leopoldo Palacios Morini, reformista, proclamado sin elección.
- Distrito 55, Belmonte:
  - Juan Uría Uría, demócrata, proclamado sin elección.
- Distritos 56, 57 y 58 Oviedo, circunscripción plurinominal: 
  - Ramón Álvarez-Valdés y Castañón, reformista.
  - Ignacio Herrero de Collantes, marqués de Aledo, independiente.
  - Manuel Llaneza Zapico, socialista.
- Distrito 59, Infiesto: 
  - Manuel de Argüelles Argüelles, conservador, proclamado sin elección.

## León (36 diputados)

### Circunscripción de León (10 diputados)
- Distrito 60, Murias de Paredes: 
  - José Álvarez Arias, conservador.
- Distrito 61, La Vecilla: 
  - Fernando Merino Villarino, conde de Sagasta, demócrata, sustituido por Ildelfonso González-Fierro y Ordóñez, elección parcial de 26 de agosto de 1923.[8]
- Distrito 62, Riaño: 
  - Carlos Merino y Mateo-Sagasta, conde de Sagasta, demócrata.
- Distrito 63, Ponferrada: 
  - José Lópéz López, demócrata.
- Distrito 64, Villafranca del Bierzo: 
  - Luis Belaunde Costa, Izquierda Liberal, proclamado sin elección
- Distrito 65, León: 
  - Fernando Merino Villarino, conde de Sagasta, Demócrata.
- Distrito 66, Sahagún: 
  - Juan Barriobero Armas, barón de Río Tobia, demócrata.
- Distrito 67, Astorga: 
  - Manuel Gullón y García-Prieto, demócrata, proclamado sin elección.
- Distrito 68, La Bañeza: 
  - Antonio Pérez Crespo, demócrata, proclamado sin elección
- Distrito 69, Valencia de Don Juan: 
  - Mariano Alonso-Castrillo y Bayón, demócrata.

### Circunscripción de Zamora (7 diputados)
- Distrito 113, Puebla de Sanabria: 
  - José Abril Ochoa, romanonista, proclamado sin elección.
- Distrito 114, Benavente: 
  - Leopoldo Tordesillas y Fernández Casariego, demócrata, proclamado sin elección.
- Distrito 115, Alcañices: 
  - Eduardo Cobián y Fernández de Córdoba, Demócrata independiente,  proclamado sin elección.
- Distrito 116, Villalpando: 
  - Teodoro Seebold Zarauz, demócrata.
- Distrito 117, Bermillo de Sayago: 
  - Miguel Núñez Bragado, Izquierda Liberal, proclamado sin elección. El 12 de julio de 1923 renuncia por haber sido nombrado Comisario Regio de Seguros.
- Distrito 118, Toro: 
  - Alfonso Ramírez de Arellano y Esteban, marqués de Encinares, marqués de Jódar, conservador. El 29 de mayo de 1923 se aprueba el informe del Tribunal Supremo de España declarando la nulidad de la elección.
- Distrito 119, Zamora: 
  - Santiago Alba Bonifaz, Izquierda Liberal, proclamado sin elección.

### Circunscripción de Salamanca (7 diputados)
- Distrito 228, Ledesma: 
  - Cándido Casanova Gorjón, agrario.
- Distrito 229, Salamanca: 
  - Juan Mirat Domínguez.
- Distrito 230, Peñaranda de Bracamonte: 
  - Diego Martín Veloz, conservador.
- Distrito 231, Vitigudino: 
  - Luis Capdevila Gelabert, reformista. El 1 de junio de 1923 el Tribunal Supremo declara la nulidad,  proclamando en su lugar a Enrique Carrión Vecín
- Distrito 232, Ciudad Rodrigo: 
  - Clemente de Velasco y Sánchez-Arjona, romanonista, proclamado sin elección.
- Distrito 233, Sequeros: 
  - Eloy Bullón Fernández, marqués de Selva Alegre, conservador.
- Distrito 234, Béjar:
  - Filiberto Villalobos González, reformista.

### Circunscripción de Valladolid (7 diputados)
- Distrito 120, Villalón de Campos: 
  - Justo González Garrido, Izquierda Liberal, proclamado sin elección.
- Distrito 121, Nava del Rey: 
  - José María Zorita Díez, Izquierda Liberal, proclamado sin elección.
- Distrito 122, 123 y 124 Valladolid, circunscripción plurinominal:
  - Emilio Gómez Díez, Izquierda Liberal.
  - Juan Antonio Llorente García, conservador.
  - Leoncio Stampa Stampa, Izquierda Liberal.
- Distrito 125, Medina del Campo: 
  - Juan Antonio Gamazo Abarca, I conde de Gamazo, III marqués de Soto de Aller y III vizconde de Miravalles. Maurista, proclamado sin elección.
- Distrito 126, Mayorga:

### Circunscripción de Palencia (5 diputados)
- Distrito 86, Cervera de Pisuerga: 
  - Ramón Álvarez-Mon y Basanta, demócrata.
- Distrito 87, Saldaña: 
  - Mariano Osorio Arévalo, marqués de la Valdavia conservador.
- Distrito 88, Carrión de los Condes: 
  - Jerónimo Arroyo López, Izquierda Liberal.
- Distrito 89, Astudillo: 
  - Manuel Martínez de Azcoitia y Herrero, conservador.
- Distrito 90, Palencia:
  - Abilio Calderón Rojo, conservador.

## Castilla La Vieja (29 diputados)

### Circunscripción de Santander (5 diputados)
Los cinco diputados fueron proclamados sin elección con arreglo a lo dispuesto en el artículo 29 de la Ley Electoral. 
- Distritos 70, 71 y 72, Santander, circunscripción plurinominal:
  - Luis Fernández-Hontoria y Uhagón, conservador, proclamado sin elección.
  - Enrique Melquíades Pico Martínez, demócrata, proclamado sin elección.
  - Juan José Ruano de la Sota, conservador, proclamado sin elección.
- Distrito 73, Laredo:
  - Francisco Albo Abascal, conservador, proclamado sin elección.
- Distrito 74, Cabuérniga:
  - Pablo de Garnica y Echeverría, demócrata, proclamado sin elección.

### Circunscripción de Burgos (8 diputados)
- Distrito 91, Villarcayo:
  - Fernando María de Ybarra y de la Revilla, marqués de Arriluce de Ybarra, maurista.
- Distrito 92, Miranda de Ebro:
  - Diego de Saavedra y Gaitán de Ayala, demócrata.
- Distrito 93, Castrojeriz:
  - Cástulo Gutiérrez Manrique, romanonista.
- Distritos 94, 95 y 96, Burgos,  circunscripción plurinominal: 
  - Francisco Aparicio Ruiz, ciervista.
  - Antonio de Arteche y Villabaso, marqués de Buniel, Izquierda Liberal.
  - Aurelio Gómez González, demócrata.
- Distrito 97, Salas de los Infantes: 
  - José Fournier Franco, demócrata.
- Distrito 98, Aranda de Duero:
  - Santos Arias de Miranda y Berdugo, demócrata, proclamado sin elección.

### Circunscripción de Logroño (4 diputados)
- Distrito 102, Santo Domingo de la Calzada:
  - Miguel Villanueva Gómez, demócrata.
- Distrito 103, Logroño:
  - Amós Salvador y Sáenz-Carreras , demócrata.
- Distrito 104, Torrecilla de Cameros: 
  - Alberto Villanueva Labayen, demócrata, proclamado sin elección.
- Distrito 105, Arnedo:
  - Isidoro Rodrigáñez y Sánchez-Guerra, demócrata.

### Circunscripción de Soria (4 diputados)
- Distrito 126, El Burgo de Osma: 
  - Manuel Hilario Ayuso Iglesias, republicano federal.
- Distrito 127, Soria: 
  - Luis Marichalar Monreal, vizconde de Eza, conservador.
- Distrito 128, Almazán: 
  - Ignacio de Palacio Maroto, marqués del Llano de San Javier, conservador.
- Distrito 400, Ágreda:
  - Jesús Cánovas del Castillo y Vallejo, conservador.

### Circunscripción de Segovia (4 diputados)
- Distrito 220, Cuéllar:
  - Mariano Matesanz de la Torre, albista, proclamado sin elección.
- Distrito 221, Riaza: 
  - José Gil de Biedma, conservador.
- Distrito 222, Santa María la Real de Nieva: 
  - Pedro Iradier Elías, conservador.
- Distrito 223, Segovia:
  - Humberto Llorente Regidor, liberal.

### Circunscripción de Ávila (4 diputados)
- Distrito 224, Arévalo: 
  - Alejandro Fernández Araoz, Izquierda Liberal.
- Distrito 225, Piedrahíta: 
  - Jorge Silvela Loring, conservador.
- Distrito 226, Ávila:
- Distrito 227, Arenas de San Pedro:
  - Emilio Ortuño Berte, conservador, proclamado sin elección.

## Castilla la Nueva (38 diputados)

### Circunscripción de Madrid (13 diputados)
- Distrito 207, Torrelaguna:
  - Juan Aguilar López, demócrata.
- Distritos 208, 209, 210, 211, 212, 213, 214 y 215, Madrid, circunscripción plurinominal:
  - Julián Besteiro Fernández, socialista, 21 417 votos.
  - Pablo Iglesias Posse, socialista, 21 341 votos.
  - Manuel Cordero Pérez, socialista, 21 074 votos.
  - Antonio Sacristán Zavala, independiente (Candidatura Monárquica y Mercantil de Madrid), 20 650 votos.
  - Andrés Saborit Colomer, socialista, 19 797 votos.
  - Fernando de los Ríos Urruti, socialista, 19 793 votos.
  - Francisco García Molinas, romanonista (Candidatura Monárquica y Mercantil de Madrid), 19 288 votos.
  - Francisco Álvarez Rodríguez Villamil, reformista (Candidatura Monárquica y Mercantil de Madrid ), 18 950 votos.
- Distrito 216, Alcalá de Henares: 
  - Prudencio Muñoz Álvarez, liberal agrario, 8 584 votos.
- Distrito 217, Navalcarnero: 
  - Juan Fernández Rodríguez,
- Distrito 218, Getafe: 
  - Francisco de Ussía y Cubas, marqués de Aldama, demócrata, proclamado sin elección.
- Distrito 219, Chinchón:
  - Luis Ballesteros Tejada, romanonista, proclamado sin elección.

### Circunscripción de Toledo (8 diputados)
- Distrito 242, Talavera de la Reina: 
  - Tomás de Beruete y Udaeta, romanonista, proclamado sin elección.
- Distrito 243, Illescas: 
  - Manuel Posada y García-Barros, demócrata.
- Distrito 244, El Puente del Arzobispo: 
  - Francisco Leyún Villanueva,  maurista.
- Distrito 245, Torrijos: 
  - Manuel de Taramona y Díaz de Entresotos, romanonista, proclamado sin elección.
- Distrito 246, Toledo:
  - José Félix de Lequerica y Erquiza, maurista.
- Distrito 247, Ocaña: 
  - Adelaido Rodríguez y Fernández-Avilés, romanonista.
- Distrito 248, Orgaz: 
  - José Díaz-Cordovés y Gómez, conservador, proclamado sin elección.
- Distrito 249, Quintanar de la Orden:
  - Práxedes Zancada Ruata, demócrata.

### Circunscripción de Ciudad Real (6 diputados)
- Distrito 266, Ciudad Real: 
  - Fernando Acedo-Rico y Jarava, Liberal Agrario, proclamado sin elección.
- Distrito 267, Daimiel:
  - Arsenio Martínez-Campos y de la Viesca, marqués de La Viesca de la Sierra, independiente.
- Distrito 268, Alcázar de San Juan: 
  - Rafael Gasset Chinchilla, Liberal Agrario. Elegido también por Vigo.
- Distrito 269, Almadén: 
  - Germán Inza Álvarez, Liberal Agrario,
- Distrito 270, Almagro: 
  - Ramón Díez de Rivera y Casares, marqués de Huétor Santillán, sustituye a Santiago Ugarte Aurrecoechea.[9]
- Distrito 271, Villanueva de los Infantes:
  - Pascual Díez de Rivera y Casares, conservador.

### Circunscripción de Cuenca (6 diputados)
- Distrito 250, Huete: 
  - Fernando Sartorius y Díaz de Mendoza, vizconde de Priego, conservador, proclamado sin elección.
- Distrito 251, Tarancón: 
  - Enrique Gosalvez y Fuentes-Manresa, ciervista. Acta anulada.[10]
- Distrito 252, Cuenca:
  - Joaquín Fanjul Goñi, maurista.
- Distrito 253, Cañete: 
  - José Ochoa Lledó, no presenta credencial, debiendo someterse a otra votación donde fue elegido.[11]
- Distrito 254, San Clemente:
  - Mariano Marfil García, conservador, proclamado sin elección.
- Distrito 255, Motilla del Palancar:
  - Manuel Casanova Conderana, demócrata, proclamado sin elección.

### Circunscripción de Guadalajara (5 diputados)
- Distrito 203, Sigüenza: 
  - Alfredo Sanz Vives, romanonista.
- Distrito 202, Brihuega:
  - Fernando Luca de Tena e Ita, romanonista.
- Distrito 204, Molina de Aragón: 
  - Juan Núñez Anchústegui, romanonista.
- Distrito 205, Guadalajara:
  - Álvaro Figueroa Torres, conde de Romanones, sustituido por Carlos Figueroa y Alonso-Martínez, Marqués de San Damián, Romanonista.[12]
- Distrito 206, Pastrana:
  - Manuel Brocas Gómez, romanonista.

## Provincias Vascongadas (14 diputados)

### Circunscripción de Vizcaya (6 diputados)
- Distrito 75, Baracaldo: 
  - José Luis Goyoaga Escario, conservador.
- Distrito 76, Bilbao: 
  - Indalecio Prieto Tuero, socialista.
- Distrito 77, Guernica: 
  - Venancio de Nardiz y Alegría.
- Distrito 78, Valmaseda: 
  - Gregorio Balparda de las Herrerías, Izquierda Liberal.
- Distrito 79, Marquina:
  - Julio Francisco Domingo de Arteche y Villabaso, conde de Arteche, Liberal Independiente
- Distrito 80, Durango:
  - Víctor Chávarri y Anduiza, marqués de Triano, Liga Monárquica de Vizcaya.

### Circunscripción de Guipúzcoa (5 diputados)
- Distrito 81, Zumaya:
  - Alfonso de Churruca y Calbetón, maurista.
- Distrito 82, San Sebastián: 
  - León Lizariturry Martínez, conservador.
- Distrito 83, Azpeitia: 
  - Manuel Senante Martínez, integrista.
- Distrito 84, Tolosa:
  - Ricardo Oreja Elósegui, tradicionalista.
- Distrito 85, Vergara:
  - Juan Urízar Eguiazu, independiente.

### Circunscripción de Álava (3 diputados)
- Distrito 99, Amurrio: 
  - Valentín Ruiz Senén, independiente.
- Distrito 100, Vitoria: 
  - Luis de Urquijo y Ussía, marqués de Amurrio, independiente.
- Distrito 101, Laguardia:
  - Enrique Ocio y López de Haro, demócrata.

## Navarra

### Circunscripción de Navarra (7 diputados)
- Distritos 106, 107, y 108 Pamplona, circunscripción plurinominal:
  - Manuel Aranzadi Irujo, nacionalista vasco, 7 609 votos.
  - Joaquín Baleztena Azcárate, jaimista, 7 533 votos.
  - Félix Amorena Martínez, maurista, 6 319 votos.
- Distrito 109, Aoiz: 
  - Cándido Barricart Erdozain, maurista, proclamado sin elección.
- Distrito 110, Estella:
  - Manuel Gómez-Acebo y Modet, romanonista,  4 744 votos.
- Distrito 111, Tafalla: 
  - Justo Garrán Moso, católico independiente. 5 802 votos.
- Distrito 112, Tudela:
  - José María Méndez de Vigo y Méndez de Vigo, conservador, 6 033 votos.

## Extremadura (17 diputados)

### Circunscripción de Cáceres (7 diputados)
- Distrito 235, Hoyos: 
  - Juan Alcalá Galiano y Osma, conde de Romilla, conservador.
- Distrito 236, Coria: 
  - Juan Muñoz Casillas, izquierda liberal.
- Distrito 237, Alcántara: 
  - Antonio Garay Vitorica, conservador, proclamado sin elección.
- Distrito 238, Plasencia: 
  - Arturo Gamonal Calaf, demócrata.
- Distrito 239, Cáceres: 
  - Juan Vitorica Casuso, conde de Los Moriles, independiente, proclamado sin elección.
- Distrito 240, Navalmoral de la Mata: 
  - José Rosado Gil, demócrata.
- Distrito 241, Trujillo: 
  - José Granda y Torres-Cabrera, demócrata, proclamado sin elección.

### Circunscripción de Badajoz (10 diputados)
- Distritos 256, 257 y 258, Badajoz , circunscripción plurinominal: 
  - Jesús Lopo Gómez , demócrata, 15 985 votos.
  - Antonio Callejo Sáez, 15 161 votos.
  - Francisco Marín y Beltrán de Lis, marqués de la Frontera, maurista, 14 850 votos.
- Distrito 259, Mérida: 
  - Mariano Larios Rodríguez, demócrata.
- Distrito 260, Villanueva de la Serena: 
  - Feliciano Gómez-Bravo y Martínez de la Mata, izquierda liberal.
- Distrito 261, Don Benito: 
  - Luis Hermida Villega, conservador, acta anulada.
- Distrito 262, Almendralejo: 
  - Antonio Texeira Perillán, demócrata.
- Distrito 263, Castuera: 
  - Álvaro de Figueroa y Alonso-Martínez, marqués de Villabrágima, romanonista, proclamado sin elección.
- Distrito 264, Fregenal de la Sierra: 
  - Jesús Corujo Valvidares, romanonista, proclamado sin elección.
- Distrito 265, Llerena: 
  - Juan Uña Sartou, reformista.

## Andalucía (75 diputados)

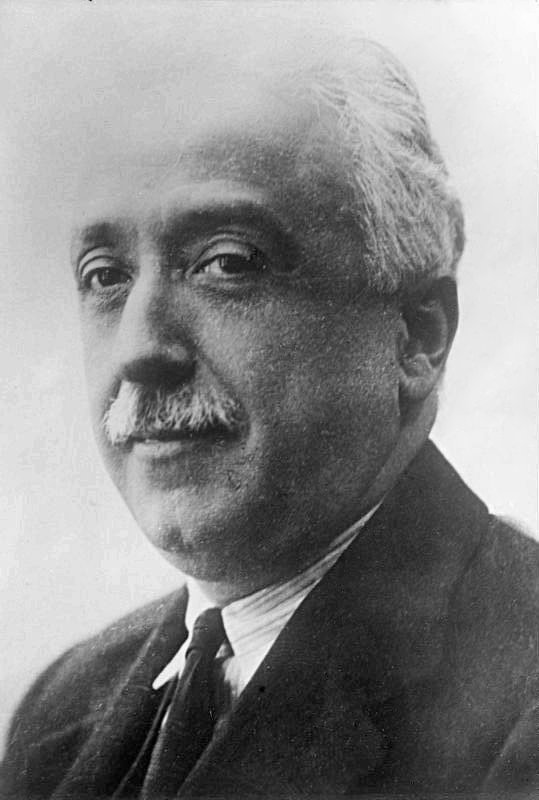
Niceto Alcalá-Zamora, diputado por La Carolina.

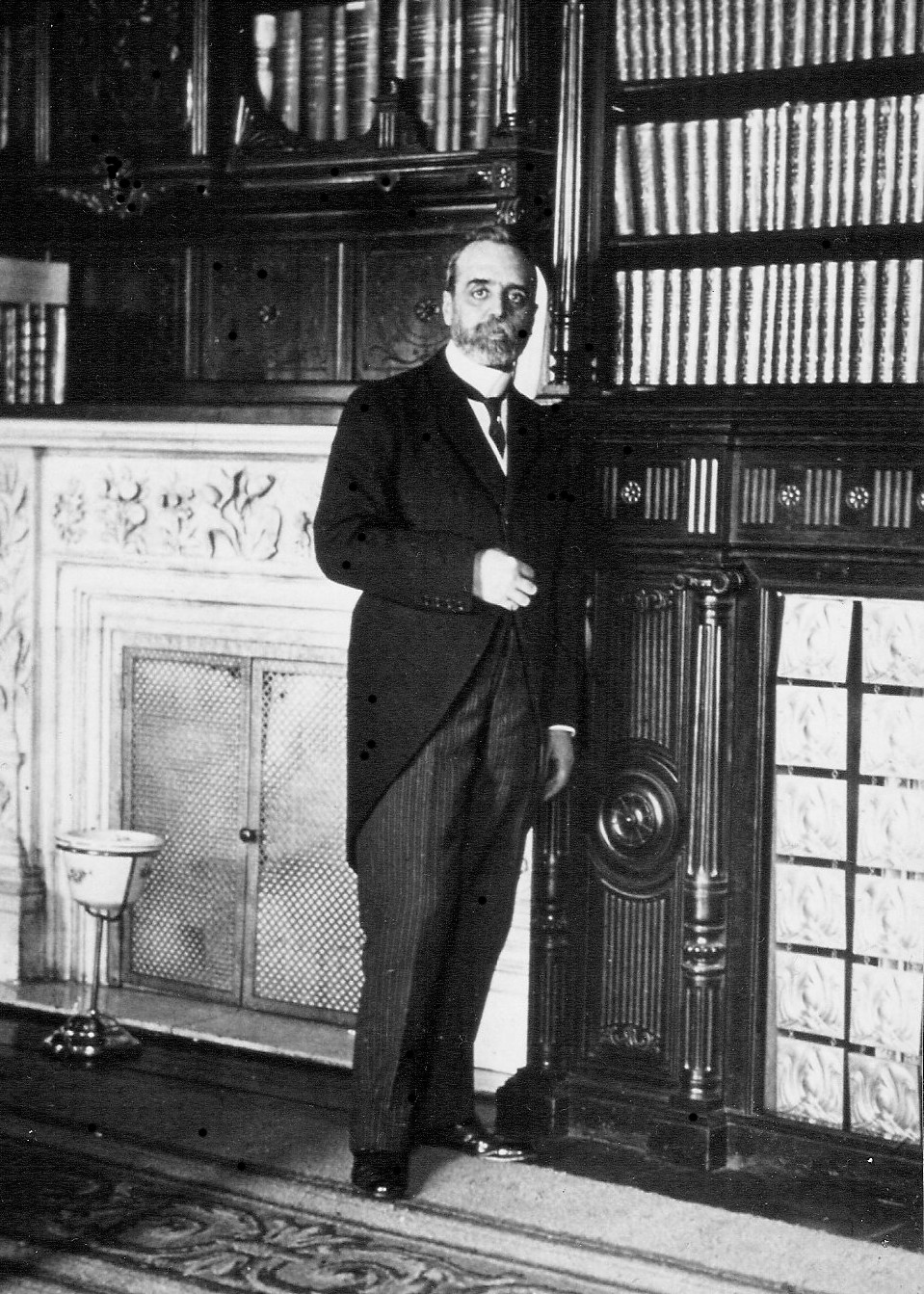
José Sánchez-Guerra y Martínez, dipurado por el Distrito 314, Cabra.

### Circunscripción de Almería (8 diputados)
- Distrito 356, Vélez-Rubio: 
  - Luis López-Ballesteros y Fernández, demócrata, proclamado sin elección.
- Distrito 357, Purchena: 
  - Julio Amado y Reygondaud de Villebardet, conservador, proclamado sin elección.
- Distrito 358, Vera: Augusto Barcia Trelles, independiente, proclamado sin elección.
- Almería, circunscripción plurinominal, Distritos 359, 360 y 361:
  - Emilio Díaz-Moreu e Irisarry, demócrata, proclamado sin elección.
  - Manuel Jiménez Ramírez, conservador, proclamado sin elección.
  - Luis Silvela Casado,  proclamado sin elección.
- Distrito 362, Berja: 
  - José María Cervantes y Sanz de Andino, conservador, proclamado sin elección.
- Distrito 363, Sorbas: 
  - Juan Gómez-Acebo y Modet, marqués consorte de Zurgena, demócrata, proclamado sin elección.

### Circunscripción de Jaén (9 diputados)
- Distrito 317, Baeza: José María Yanguas Messía, conservador, proclamado sin elección. Vizconde de Santa Clara de Avedillo,
- Distrito 318, La Carolina: Niceto Alcalá-Zamora y Torres, demócrata independiente, proclamado sin elección.
- Distrito 319, Úbeda: Luis Figueroa y Alonso-Martínez, conde de la Dehesa de Velayos, romanonista.
- Distrito 320, Villacarrillo, Miguel Pastor Orozco, demócrata independiente, proclamado sin elección.
- Distrito 321, Martos: Emilio Sebastián González, demócrata independiente.
- Jaén, circunscripción plurinominal, distritos 322,  323 y 324:
  - Virgilio Anguita Sánchez, liberal, proclamado sin elección.
  - Luis Fernández Ramos, demócrata, proclamado sin elección.
  - Pedro Villar Gómez, conservador, proclamado sin elección.
- Distrito 325, Cazorla: Mariano de Foronda y González de Villarino, II marqués de Foronda, I conde de Torre Nueva de Foronda, II conde de Larrea, conservador.

### Circunscripción de Córdoba (9 diputados)

Escudo de la provincia de Córdoba.

- Distrito 308, Hinojosa del Duque: 
  - José Castillejo y Castillejo, conservador,  proclamado sin elección.
- Distrito 309, Posadas: 
  - José Ortiz Molina, abogado, demócrata,  proclamado sin elección.
- Distritos 310, 311, 312 y 313, Córdoba , circunscripción plurinominal:
  - Eugenio Barroso y Sánchez-Guerra, abogado, Liberal Demócrata, proclamado sin elección.
  - Manuel Enríquez Barrios, abogado, conservador, proclamado sin elección.
  - José García Martínez, farmacéutico, demócrata, proclamado sin elección.
- Distrito 314, Cabra:
  - José Sánchez-Guerra y Martínez, conservador,  proclamado sin elección.
- Distrito 315, Lucena: ? Montilla:
  - José Fernández Jiménez, Demócrata independiente, proclamado sin elección.
  - Martín de Rosales y Martel, II Duque de Almodóvar del Valle, II marqués de Alborroces, Liberal Demócrata, proclamado sin elección.
- Distrito 316, Priego de Córdoba:
  - Juan Bufill Torres, Demócrata independiente, proclamado sin elección.

### Circunscripción de Sevilla (13 diputados)

Escudo de la provincia de Sevilla

- Distritos 296, 287, 298, 299 y 300, Sevilla, circunscripción plurinominal:
  - Tomás de Ibarra y Lasso de la Vega, propietario, naviero, conservador, 13 667 votos.
  - Francisco del Castillo, abogado, Izquierda Liberal, 12 224 votos.
- Distrito 301, Carmona:
  - Lorenzo Domínguez Pascual, conservador.
- Distrito 302, Écija: 
  - José Centeno González, abogado demócrata, proclamado sin elección.
- Distrito 303, Sanlúcar la Mayor: 
  - Carlos Cañal Migolla, abogado conservador.
- Distrito 304, Marchena: 
  - Fernando Barón y Martínez Agullo, conde de Combí, conservador, proclamado sin elección.
- Distrito 305, Estepa:
  - Manuel Blasco Garzón, abogado, Izquierda Liberal.
- Distrito 306, Utrera:
- Distrito 307, Morón de la Frontera:
- Distrito 401, Cazalla de la Sierra:
  - Ramón Charlo Gómez, abogado.

### Circunscripción de Huelva (4 diputados)
- Distrito 292, Huelva:
- Distrito 293, Aracena:
- Distrito 294, Valverde del Camino:
- Distrito 295, La Palma:

### Circunscripción de Cádiz (10 diputados)
- Jerez de la Frontera, circunscripción plurinominal: 
  - Distrito 326,
  - Distrito 327,
  - Distrito 328,
- Distrito 329, Grazalema:
- Cádiz, circunscripción plurinominal: 
  - Distrito 330,
  - Distrito 331,
  - Distrito 332,
- Distrito 333,
- Distrito 334, Algeciras:
- Distrito 395, El Puerto de Santa María:

### Circunscripción de Granada (11 diputados)
- Distrito 345 Loja:
  - Gonzalo Fernández de Córdoba y Morales, conservador. En sesión de 8 de junio fue aprobado el informe del Tribunal Supremo proponiendo la nulidad de la proclamación hecha por la Junta de escrutinio a favor de José Chapaprieta Rodríguez.
- Distritos 346, 347 y 348, Granada, circunscripción plurinominal: 
  - Pascual Nacher Vilar abogado y catedrático, romanonista, 14 213 votos.
  - Eduardo Moreno Agrela, abogado conservador, 13 738 votos.
  - Agustín Rodríguez Agulilera, abogado, reformista, 11 039 votos.
- Distrito 349 Guadix: 
  - Antonio Marín Hervás, ciervista, proclamado sin elección.
- Distrito 350 Baza: 
  - Heliodoro Suárez-Inclán y González, abogado demócrata, proclamado sin elección.
- Distrito 351 Huéscar: 
  - Félix Sánchez Eznarriaga, abogado, conservador, procalmado sin elección.
- Distrito 352 Alhama: 
  - Joaquín de Montes y Jovellar, maurista.
- Distrito 353 Órgiva: 
  - Natalio Rivas Santiago, abogado, Izquierda Liberal, proclamado sin elección.
- Distrito 354 Motril: 
  - Isidro Romero Civantos, abogado, demócrata, proclamado sin elección.
- Distrito 355 Albuñol:
  - Santiago Alba Bonifaz, admitido y proclamado tras la aprobación del Acta de Zamora por donde también fue elegido.

### Circunscripción de Málaga (11 diputados)
- Distrito 335, Archidona: 
  - Alfonso Molina Padilla, Izquierda Liberal, proclamado sin elección.
- Distrito 336, Campillos: 
  - Fabio Bergamín Gutiérrez, conservador.
- Distrito 337, Antequera: 
  - José de Luna Pérez, conservador, proclamado sin elección.
- Distrito 338, Ronda: 
  - Ricardo López Barroso, reformista, proclamado sin elección.
- Distrito 339, Vélez Málaga:
  - José Martín Velandia, conservador.
- Distrito 340, Torrox: 
  - Juan Antonio Pérez-Urruti y Villalobos, ciervista.
- Distrito 341, Gaucín:
  - Guillermo Moreno Calvo, Izquierda Liberal.
- Distritos 342, 343 y 396: Málaga, circunscripción plurinominal: 
  - Luis de Armiñán y Pérez, Izquierda Liberal, 14 744 votos.
  - Manuel Romero Raggio, Izquierda Liberal, 14 588 votos.
  - José Estrada Estrada, conservador, 14 120 votos.
- Distrito 344, Coín: 
  - Eduardo Ortega y Gasset, Izquierda Liberal, proclamado sin elección.

## Región de Valencia (32 diputados)

### Circunscripción de Castellón de la Plana (7 diputados)
- Distrito 195, Morella: 
  - Luis Montiel Balanzat, ciervista.
- Distrito 196, Vinaroz: 
  - Ramón Sáiz de Carlos, demócrata.
- Distrito 197, Albocácer: 
  - Ricardo de la Cierva y Codorníu, ciervista.
- Distrito 198, Lucena del Cid: 
  - Vicente Cantos Figuerola, demócrata, proclamado sin elección.
- Distrito 199, Segorbe: 
  - Juan Navarro Reverter y Gomis, demócrata.
- Distrito 200, Castellón: 
  - Fernando Gasset y Lacasaña, republicano, proclamado sin elección.
- Distrito 201, Nules: 
  - Faustino Valentín Torrejón, demócrata.